# Chyliza selectoides
Chyliza selectoides är en tvåvingeart som beskrevs av Willi Hennig 1940. Chyliza selectoides ingår i släktet Chyliza och familjen rotflugor.
Artens utbredningsområde är Taiwan. Inga underarter finns listade i Catalogue of Life.